# Pike County (Missouri)
Pike County is een county in de Amerikaanse staat Missouri.
De county heeft een landoppervlakte van 1.743 km² en telt 18.351 inwoners (volkstelling 2000). De hoofdplaats is Bowling Green.